# Успенский пост
Успе́нский пост — пост в православии, установленный в честь праздника Успения Пресвятой Богородицы, один из четырёх многодневных постов церковного года. Начинается с 1 [14] августа по 14 [27] августа включительно и завершается праздником Успения Пресвятой Богородицы.
В России, Беларуси и на Украине Успенский пост в просторечии назывался Спасовка, Спасы, Госпожинки, Воспожинки, Спожинка, полес. Спа́совчаный пост, бел. Спажин пост.

## История установления
Успенский пост появился около 1000 года, когда из продолжительного компенсаторного летнего поста (для тех, кто не соблюл Великий пост), по немощи человеческой, был исключён весь месяц июль, и первая часть поста стала заканчиваться в праздник апостолов Петра и Павла 29 июня (12 июля). Вторая же часть того поста образовала Успенский пост, начинающийся с праздника Происхождения честных древ Животворящего Креста 1 августа (14 августа).

## Традиции
Как и во время любого православного поста, в Успенский пост важно не только телесное воздержание, но и духовное, то есть нужно стараться не предаваться шумным развлечениям.
Согласно церковному уставу «Око Церковное», в эти дни строгость трапезы такая же, как и в Великий пост, то есть исключаются мясные, молочные продукты и яйца, а рыба разрешается только в праздник Преображения Господня.
Согласно некоторым монастырским уставам, предписывается:
- в понедельники, среды и пятницы — сухоядение;
- по вторникам и четвергам — варёная пища без растительного масла;
- по субботам и воскресениям допускаются растительное масло и вино;
- в первый день поста, в праздник Происхождения (изнесения) честных древ Животворящего Креста Господня (1 [14] августа), по традиции совершается освящение мёда нового сбора (см. Медовый Спас);
- в праздник Преображения Господня (6 [19] августа) можно употреблять рыбу, растительное масло и вино. В этот день в храмах освящаются гроздья винограда и начатки плодов. В России в тех местах, где виноград не растёт, освящаются в этот день яблоки (см. Яблочный Спас);
- в праздник Успения Пресвятой Богородицы (15 [28] августа), если он приходится на среду или пятницу, разрешается рыба, а разговение переносится на следующий день; если приходится на другие дни недели, то поста нет.